# Sarasota Grand Prix 1979
Il Sarasota Grand Prix 1979  è stato un torneo di tennis giocato sul sintetico indoor. È stata la 2ª edizione del Sarasota Grand Prix, che fa parte del Colgate-Palmolive Grand Prix 1979. Si è giocato a Sarasota negli Stati Uniti, dal 12 al 18 febbraio 1979.

## Campioni

### Singolare
Johan Kriek ha battuto in finale  Ricky Meyer con il punteggio di 7–6 6–2

### Doppio
Steve Krulevitz /  Ilie Năstase hanno battuto in finale  John James /  Keith Richardson con il punteggio di 6–3, 6–4